# 沈家祥
沈家祥（1921年11月11日—2015年7月30日），男，江苏扬州人，中国药物化学家、制药工程专家，中国工程院院士。

## 生平
1949毕业于英国伦敦大学。
1999年当选中国工程院院士。
2001年受聘天津大学教授，参与天津大学药学院的创建。

## 家庭
- 岳父：陳良士（陳世諒）[4]
- 妻子：陳燕娜
- 大舅：陳紹澧，陳燕娜胞兄
- 大舅嫂：俞惟樂，陳紹澧妻子
- 兒子：沈堅
- 女兒：沈安